# Kinu-gawa
Pour les articles homonymes, voir Kinu.
La rivière Kinu (鬼怒川, Kinu-gawa) est un cours d'eau du Japon dont le cours est entièrement situé dans la plaine de Kantō. Elle est un affluent du fleuve Tone.

## Géographie
Le bassin versant de la rivière Kinu, d'une superficie de 1 760 km2, s'étale sur les deux préfectures de Tochigi, et d'Ibaraki. La rivière, longue de 177 km, est un affluent du fleuve Tone. Elle prend sa source sur le flanc sud-est du mont Kinunuma sis à cheval sur les deux préfectures de Tochigi et Gunma, dans le nord-ouest de la ville de Nikkō.

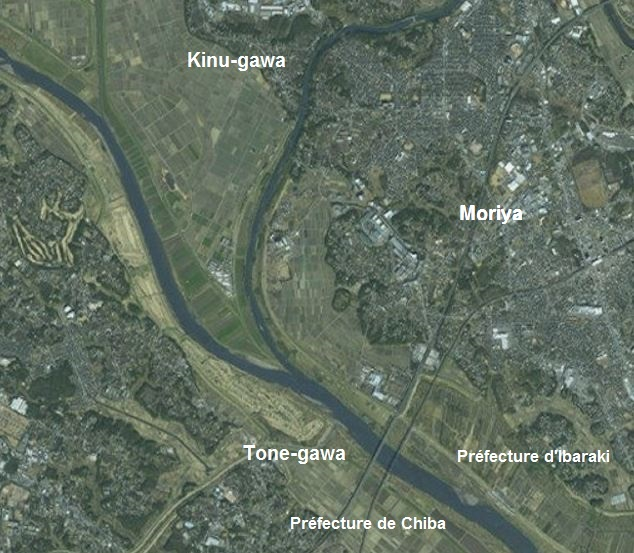
Point de confluence de la rivière Kinu et du fleuve Tone.

Son cours s'oriente plein est jusqu'au lac artificiel Kawamata puis jusqu'au barrage Kawaki dans le nord-est de Nikkō. Il traverse l'est de Nikkō, le sud du bourg de Shioya, passe, du nord au sud, dans l'est d'Utsunomiya, l'ouest de Mooka et, dans la préfecture d'Ibaraki, dans l'ouest de Chikusei et de Shimotsuma. La rivière Kinu s'écoule ensuite du nord au sud dans la ville de Jōsō, entre dans Moriya et rejoint le fleuve Tone dans l'ouest de cette ville, au nord-ouest de la préfecture de Chiba.

### Toponymie
Avant l'ère Edo (1603–1868), la rivière Kinu était un cours d'eau circulant dans l'ancienne province de Keno formée des deux provinces de Shimotsuke et Kōzuke. Elle était alors appelée Keno-gawa : le « fleuve traversant un champ de roseaux », un nom d'origine aïnou.

## Histoire
Avant l'ère Edo, la rivière Kinu est un fleuve qui se jette dans la mer de Katori, une mer intérieure aujourd'hui disparue et qui comprenait la région des lacs Kasumigaura, Tega et Inba. Ce fleuve, nommé Keno-gawa, divise en deux du nord au sud la province de Keno, une ancienne province du Japon qui comprenait les actuelles préfectures de Tochigi et d'Ibaraki.
Pendant l'ère Edo, des travaux d'aménagement du bassin du fleuve Tone sont effectués pour prévenir les inondations 
et permettre le transport de voyageurs et de marchandises par voie fluviale. Au service du shogun Tokugawa Ieyasu, Ina Tadatsugu, promu gouverneur du Kantō, commence les travaux de séparation de la rivière Kokai et du fleuve Keno et connecte ce dernier au fleuve Tone. Son fils Tadamasa les termine avec la connexion de la Kokai-gawa au Tone-gawa, la construction de la digue Fukuoka et la création de nouvelles rizières. Depuis, la Kinu-gawa est un affluent du fleuve Tone.

## Principaux affluents
Les principaux affluents de la rivière Kinu sont :
- La rivière Ojika à Nikkō ;
- La rivière Yunishi à Nikkō ;
- La rivière Daiya à Nikkō ;
- La rivière Ta à Oyama.

## Ponts

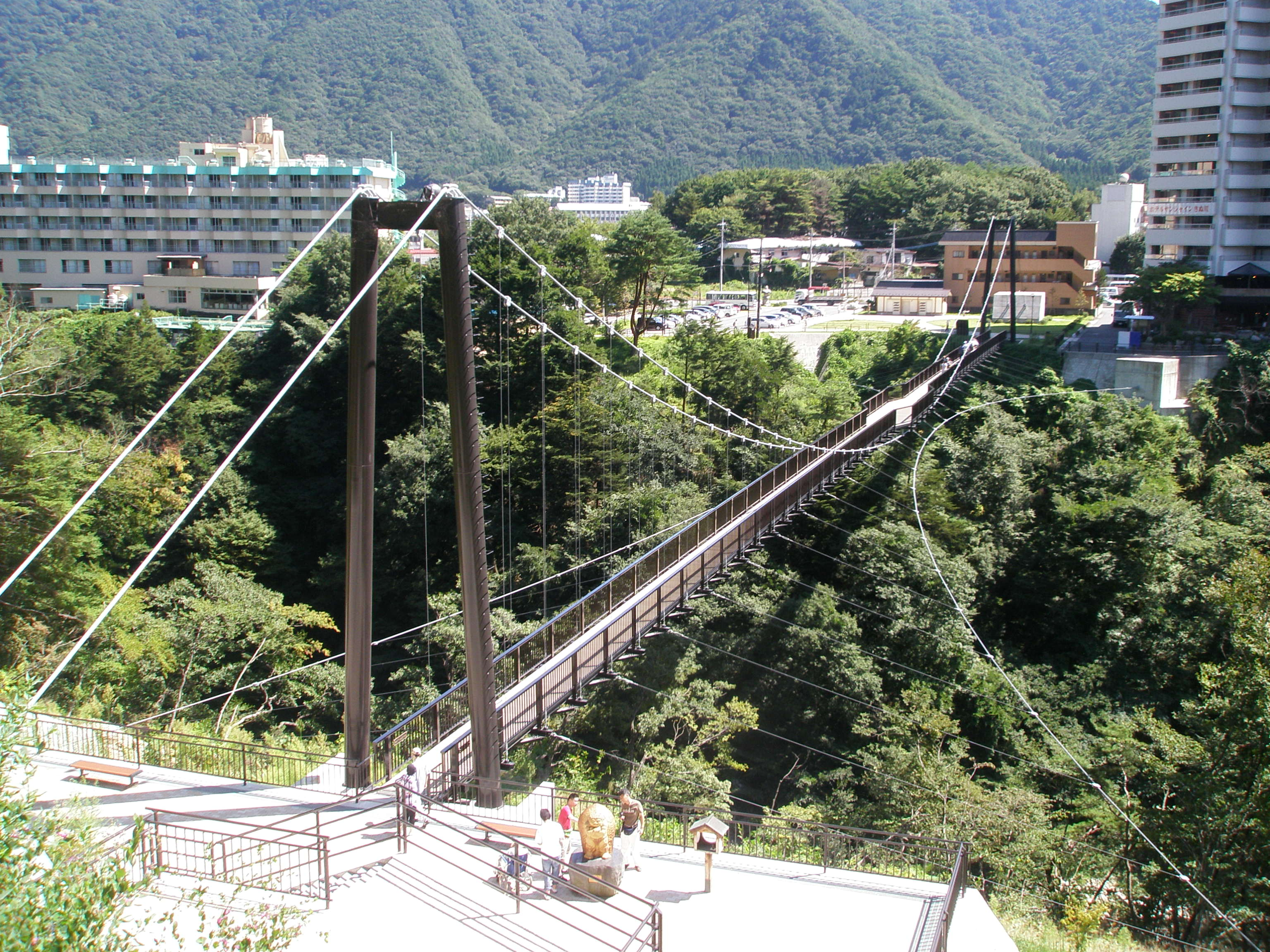
Pont Kinutateiwa Ōtsuri.

En 2015, la rivière Kinu est enjambée par 75 ponts dont le pont suspendu Kinutateiwa Ōtsuri à Nikkō, un passage piéton 40 m au-dessus de la rivière et long de 140 m.

## Catastrophes naturelles
Les travaux d'aménagement du bassin de la rivière Kinu, effectués depuis l'ère Edo pour contrôler les crues tout le long du cours d'eau, n'empêchent pas toujours les inondations dues aux débordements de la rivière provoqués par la pluie, tombant en trombes d'eau dans l'intérieur des terres, ou par un typhon venu de l'océan Pacifique. Ainsi, en septembre 1938 puis en août 1949 et septembre 1958, de 500 à 700 maisons ont été inondées le long de la rivière Kinu.

## Thermalisme

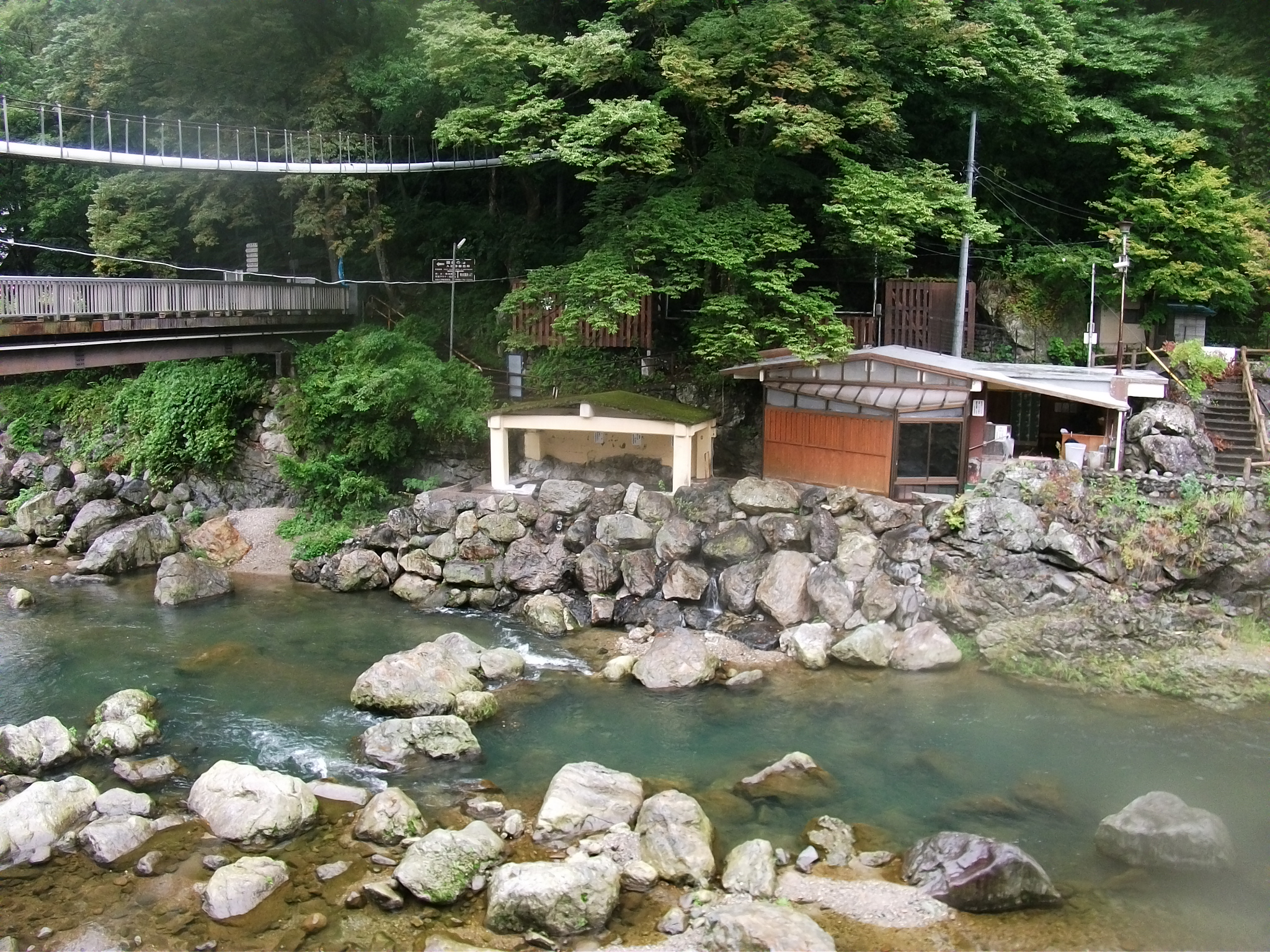
Bain public du Kawaji onsen.

Dans la région du cours supérieur de la rivière Kinu : la vallée Okukinu à Nikkō, de nombreuses stations thermales exploitent les sources d'eau chaude formées par l'activité hydrothermale du sous-sol. Certaines sont très anciennes comme la station Kawaji qui date de l'ère Kyōhō (1716 à 1736) et la station Kinugawa datant du début de l'ère Meiji (1868-1912).

## Écosystème
La source de la rivière Kinu et son cours supérieur sont situés dans le parc national de Nikkō, une plaine de marais à environ 2 000 m d'altitude. Une centaine de plantes typiques des marais sont recensées dans cette zone humide comme le rubanier d'eau et diverses espèces de saules.
De nombreuses espèces de poissons telles que la truite arc-en-ciel, l'ayu et la carpe commune peuplent les eaux de la rivière. Et, chaque année, le saumon du Pacifique remonte le cours de la rivière pour aller pondre à sa source.
Le cours moyen et le cours inférieur de la rivière sont l'habitat du grand Cormoran et du héron intermédiaire.

## Dans la culture
La rivière Kinu a été immortalisée par le peintre Katsushika Hokusai dans sa série d'estampes Chie no umi.